# Perrancey-les-Vieux-Moulins
Perrancey-les-Vieux-Moulins é uma comuna francesa na região administrativa de Grande Leste, no departamento de Haute-Marne. Estende-se por uma área de 17,26 km². Em 2010 a comuna tinha 300 habitantes (densidade: 17,4 hab./km²).